# Vexillology
Vexillology è il secondo album in studio realizzato dal disc jockey e produttore discografico canadese deadmau5. 

## Descrizione
Viene considerato il disco meno riuscito di Zimmerman, in quanto le tracce eccessivamente lunghe e ripetitive lo rendono difficile da ascoltare per intero. Il titolo dell'album fa riferimento al termine per lo studio delle bandiere e dei loro simboli.
L'album è stato stampato per la prima volta in CD nel 2015 e in vinile turchese nel 2022.

## Tracce
Musiche di Joel Zimmerman.
1. 1981
2. Bounce
3. Dr. Funkenstein
4. Fustercluck
5. Lai
6. Orca
7. Plus
8. Apply Overnight
9. TL7
10. Trepid